# Dammarenediolo
Il dammarenediolo è un triterpene tetraciclico con formula bruta C30H52O2.